# Cirsotrema togatum
Cirsotrema togatum är en snäckart som beskrevs av Leo George Hertlein och Strong 1951. Cirsotrema togatum ingår i släktet Cirsotrema och familjen vindeltrappsnäckor. Inga underarter finns listade i Catalogue of Life.